# Liste der Kulturgüter in Fulenbach
Die Liste der Kulturgüter in Fulenbach enthält alle Objekte in der Gemeinde Fulenbach im Kanton Solothurn, die gemäss der Haager Konvention zum Schutz von Kulturgut bei bewaffneten Konflikten, dem Bundesgesetz vom 20. Juni 2014 über den Schutz der Kulturgüter bei bewaffneten Konflikten sowie der Verordnung vom 29. Oktober 2014 über den Schutz der Kulturgüter bei bewaffneten Konflikten unter Schutz stehen.
Objekte der Kategorie A sind im Gemeindegebiet nicht ausgewiesen, Objekte der Kategorie B sind vollständig in der Liste enthalten, Objekte der Kategorie C fehlen zurzeit (Stand: 1. Januar 2023).

## Kulturgüter
| Foto |                                                                                    | Objekt                                                   | Kat. | Typ | Standort                            | Beschreibung                                                                                            |
| ---- | ---------------------------------------------------------------------------------- | -------------------------------------------------------- | ---- | --- | ----------------------------------- | --- |
| BW   | Datei hochladen · Wikidata zu Fridau, mittelalterlicher Wall und Graben (Q1456147) | Fridau, mittelalterlicher Wall und Graben KGS-Nr.: 01954 | B    | F   | 629900 / 235550                     | |
| ja   | Datei hochladen · Wikidata zu Gedeckte Holzbrücke über die Aare (1863) (Q27926327) | Gedeckte Holzbrücke über die Aare KGS-Nr.: 04547         | B    | G   | Murgenthalerstrasse 629754 / 235245 | Objekt liegt hälftig auf Gemeindegebiet von Fulenbach und Murgenthal ( KGS-Nr. 17039) im Kanton Aargau. |
| ja   | Datei hochladen · Wikidata zu Pfarrhaus (Q29880773)                                | Pfarrhaus KGS-Nr.: 11144                                 | B    | G   | Chäppelistrasse 4 630139 / 236232   | |
| BW   | Datei hochladen · Wikidata zu Gasthaus zum alten Bad (Q29880769)                   | Gasthaus zum alten Bad KGS-Nr.: 11145                    | B    | G   | Wolfwilerstrasse 15 629121 / 235825 | |
| BW   | Datei hochladen · Wikidata zu Bauernhaus (Q29880768)                               | Bauernhaus KGS-Nr.: 11146                                | B    | G   | Dorfstrasse 2 630045 / 236298       | |